# Автошлях Т 1516
Автошлях Т 1516 — автомобільний шлях територіального значення у Миколаївській області. Проходить територією Березанського району через Коблеве – Морське – Лугове. Загальна довжина — 14 км.

## Маршрут
Автошлях проходить через такі населені пункти:
| Автошлях Т 1516      |        |
| Миколаївська область |        |
| Березанський район   |        |
| Коблеве              | E58М14 |
| Морське              |        |
| Лугове               |        |